# ويست فارمرز
ويست فارمرز هي تكتل أسترالي يقع مقرها الرئيسي في بيرث ، غرب أستراليا ، ولها مصالح في الغالب في تجارة التجزئة الأسترالية والنيوزيلندية والكيماويات والأسمدة وتعدين الفحم والمنتجات الصناعية والسلامة. مع 65.98 مليار دولار أسترالي في السنة المالية 2016 ، أصبحت أكبر شركة أسترالية من حيث الإيرادات ، متجاوزة وولورث وبي أتش بي.  ويست فارمرز هي أكبر رب عمل خاص في أستراليا ، ويعمل بها ما يقرب من 220.000 موظف. 
تأسست ويست فارمرز في عام 1914 كشركة تعاونية لتقديم الخدمات والبضائع لمزارعي أستراليا الغربية. تم إدراجها في بورصة الأوراق المالية الأسترالية في عام 1984 ونمت لتصبح تكتلاً رئيسياً للبيع بالتجزئة.